# Scilla nana
Scilla nana är en sparrisväxtart som först beskrevs av Schult. och Julius Hermann Schultes, och fick sitt nu gällande namn av Franz Speta. Scilla nana ingår i släktet blåstjärnesläktet, och familjen sparrisväxter. Inga underarter finns listade i Catalogue of Life.